# Maray
Maray is een gemeente in het Franse departement Loir-et-Cher (regio Centre-Val de Loire) en telt 252 inwoners (1999). De plaats maakt deel uit van het arrondissement Romorantin-Lanthenay.

## Geografie
De oppervlakte van Maray bedraagt 26,7 km², de bevolkingsdichtheid is 9,4 inwoners per km².

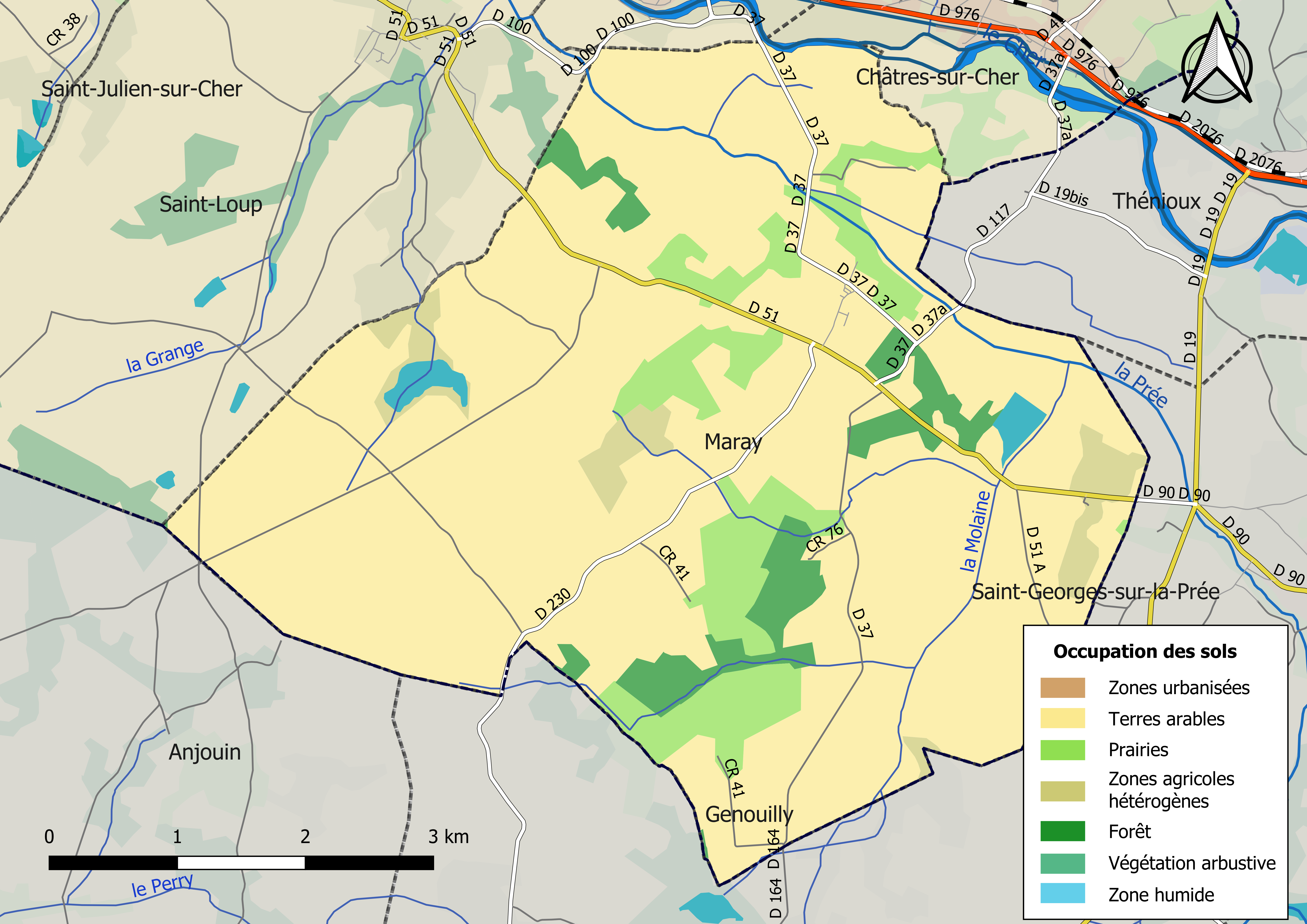
Kaart van de gemeente met belangrijkste infrastructuur, bodemgebruik en omliggende gemeenten

## Demografie
Onderstaande figuur toont het verloop van het inwonertal (bron: INSEE-tellingen).